# Heraldică medievală timpurie valahă nord și sud dunăreană
În Evul mediu, mai precis in secolul al XIII-lea, pe harta Europei se evidențiază cel puțin două Valahii. Una, la nord de Dunăre, având-ul ca întemeietor pe Basarab, și care avea să se metamorfozeze în timp în Țara Românească, numită popular și "Muntenia". Cealaltă, denumită oarecum impropriu "Valahia Mare" în ciuda dimensiunilor ei reduse, ocupa un colț al Tesaliei bizantine care corespunde cu actualul golf al Volosului, pe malurile Mării Egee din Grecia de azi respectiv poalele muntelui Oiti. În afara acestora, au mai existat încă cel puțin două Valahii în Grecia, una în Aetolia-Acarnania numita "Mica Valahie", și una în Epir, numită 'Valahia de Sus' sau Ano Vlahia. 

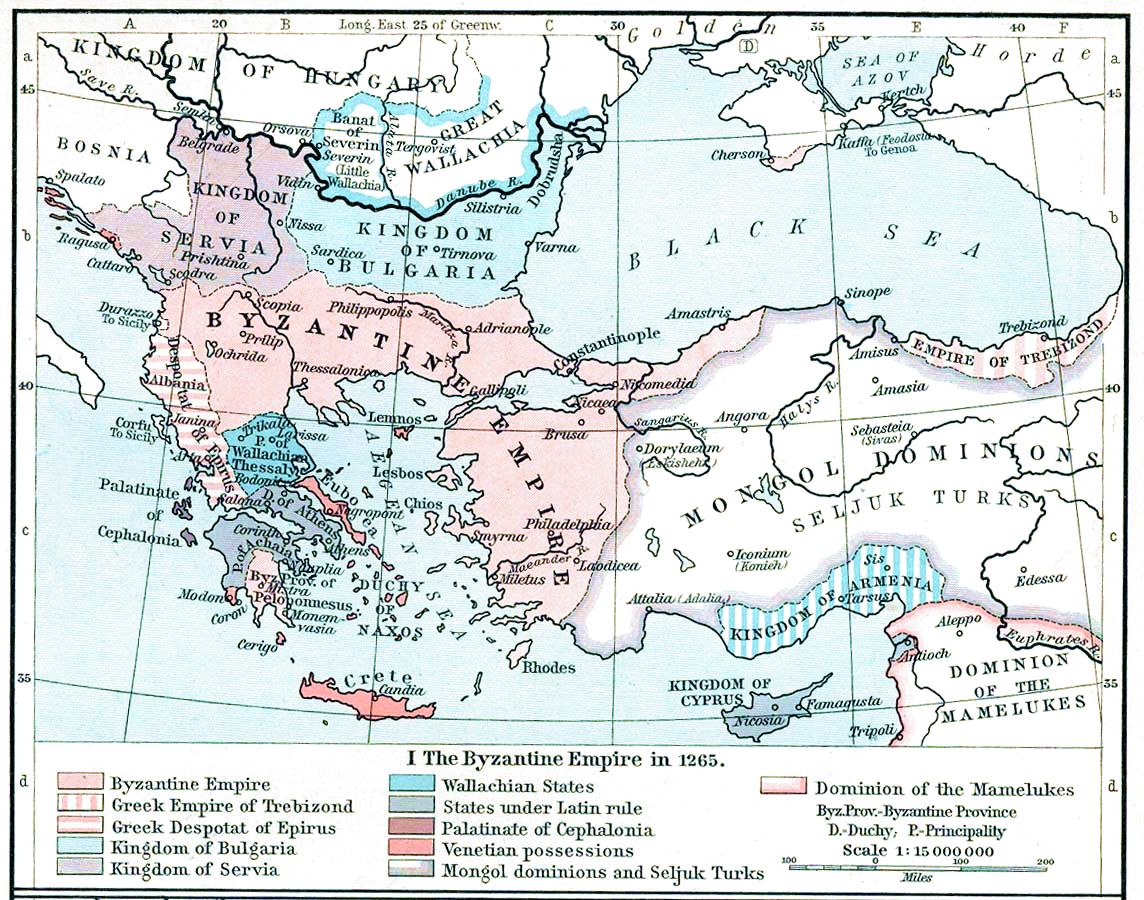
Principatul Valachiei în Tesalia și Valahiile de la nord de Dunăre în anul 1265

La nord de Dunăre, provincia Oltenia, demarcata  de râurile Olt, Dunăre, Carpați și Severin și care are ca simbol heraldic propriu leul, s-a numit uneori "Valahia mică" în contrast cu Muntenia care apare pe hărți sub numele "Valahia Mare". Alte "Valahii" restrânse ca suprafață cum ar fi cea din Moravia, apar pe hărțile austriece până în secolul al XIX-lea cu denumirea Wallachei (Valaska in limba cehă) ca simple mini-republici pastorale compacte, care se conduceau după dreptul valah (jus valachicum), și ai carei locuitori păstraseră identitatea specifică "valahă", deși lingvistic au devenit în timp vorbitori ai variantei ai limbii cehe. 
Când se examinează heraldica variilor teritorii valahe, care se întind din Golful Corint până in Moravia la hotarele cu lumea germanică, e important a se diferenția între aceste configurații statale, respectiv principialitate sau simple strucurii autonome, efemere sau permanentizate, și, în același timp a se stabili conexiunile și interferențele care au avut loc între ele, subliniind în ultima instanță una și aceeași identitate "valahă" respectiv română, a locuitorilor lor, reflectată în simboluri princiare personale sau statale.
Simbolurile statale ale Valahiei nord-dunărene par a coincide cu cele personale ale primului domn al ei Basarab, al cărui coif de combatant pe care stă așezată pajura apare pe monede, și devin proeminente începând în anii 1310' deși trăgându-și originea inițial mai devreme de acea dată, în Țara Făgărașului. 
Vezi și Pajura valahă și heraldica cumană
Stema de stat a Țării Românești apare pentru prima dată pe un document emis la 20 ianuarie 1368 de domnitorul Vladislav I (Vlaicu Vodă) și consistă dintr-o pasăre heraldică (vultur) cu capul conturnat, având la dreapta o cruce și la stânga o stea și o lună, crai-nou, totul înscris într-un scut de tip francez vechi; piesa sigilară fiind destul de deteriorată, amănuntele heraldice se pot determina abia pe o pecete absolut asemănătoare din 1390. Fără nici o îndoială această stemă este mai veche decât prima ei atestare, datând cel puțin din vremea domniei lui Basarab I, primul domnitor al țării Românești. Acel anonim "Rex Valachorum" de la sfârșitul secolului al XIII-lea, al cărui stemă personală - scut cu primul câmp fasciat în roșu și aur, care apare reprodus pe Armorialul Wijnbergen, este un înaintaș al Basarabilor, al căror armorial familial este identic a avut și o stemă a formațiunii statale pe care o conducea și că aceasta avea aceleași elemente heraldice majore (vultur cu capul conturnat, cruce, stea) ca și cea documentată în secolul al XIV-lea pentru țara Românească. Pentru originea veche - de la începutul secolului al XIII-lea, atât a stemei Basarabilor cât și cea a viitoarei țări Românești pledează mai multe argumente. Culorile Basarabilor (aur cu roșu) sunt superioare celor ale stemei maghiare arpadiene (argint cu roșu), ceea ce face evident faptul că stema strămoșilor Basarabilor este veche și obținută independent față de coroana maghiară este de semnalat și asemănarea stemei Basarabilor cu cea a Asăneștilor de la sudul Dunării, ambele având, probabil, origini comune.
Această prezumtivă origine comună -cel puțin la nivel coloristic- a stemelor Basarabeștilor nord-dunăreni și ai Asăneștilor de la Veliko-Tarnovo-ul din Bulgaria este semnificativă, deoarece conferă heraldicii acestora o continuitate atât spațială cât și temporală.

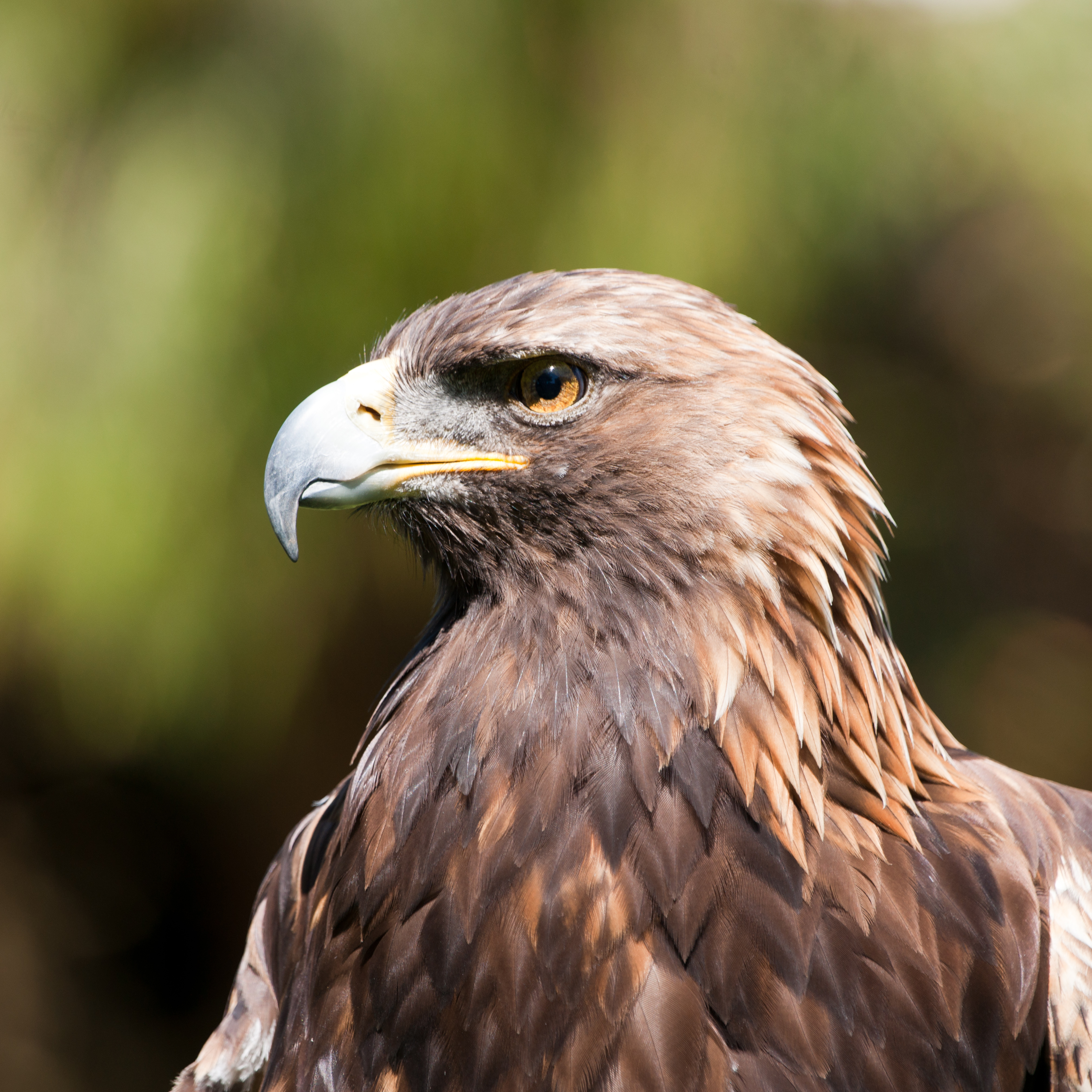
Aquila chrysaëtos numită de români "pajură" sau "acvilă de munte", simbol central al heraldicii valahe
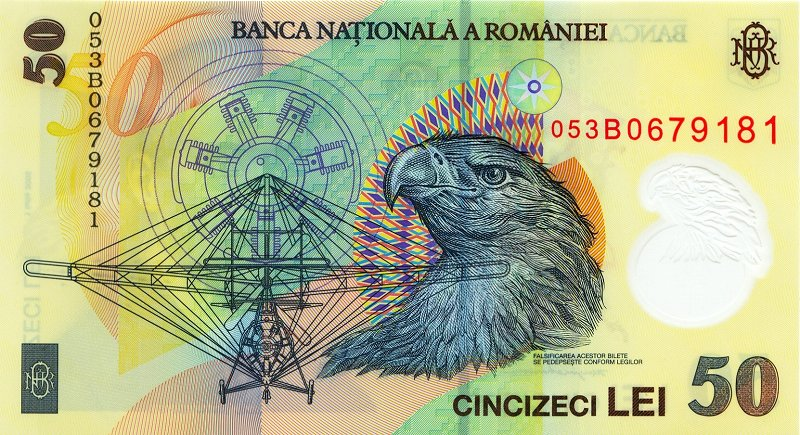
Aceeaşi pajură, care supravieţuieşte ca simbol heraldic românesc de opt secole, aşa cum apare pe bancnotele "leului nou" (RON) în anul 2006

Un amănunt extrem de semnificativ care nu trebuie ignorat este că în timp ce Valahia nord-dunăreană a lui Basarab a fost întemeiată la 1310, Valahiile din Grecia respectiv cea din Tesalia existau ca atare si au fost menționate cel puțin cu 100 de ani mai devreme în anii 1200', ele precedând chiar și așa-zisul Imperiu româno-bulgar al Asăneștilor. Originile culorilor basarabeștilor (aur cu roșu) trebuie căutate printre însemnele heraldice ale acestor Valahii arhaice din Grecia de azi.
Teritoriul Valahiei tesaliene, a fost încorporat în secolul al XIV-lea, între 1318 și 1390, înlăuntrul frontierelor Principatului Catalan al "companiei" de mercenari hispanici care au ocupat și administrat ca stăpânitori absoluți, independenți de tutela bizantină imperială, o bună parte a teritoriului Greciei de azi, inclusiv Atena propriu-zisă, dar istoria acestor catalani pe teritoriul bizantin începe la 1303. Între noii administratori catalani și principii valahi tesalieni — respectiv prințesele acestora — au existat relații extrem de complexe: de vasalitate, senioriale, patronaj și de intermariaj care au fost examinate mai recent după o asiduă cercetare în arhive de istoricul grec de origine aromână Asterios Koukoudhis
Acest condominium valaho-catalan în Tesalia și dincolo de hotarele acesteia, se reflectă și în cvasi-identitatea heraldică a celor două etnii. Există dubii privind datarea cu exactitate a anilor trecuți în dreptul emblemelor regale din armorialul de la Wijnbergen care a fost pictat abia în secolul al XV-lea.
Acest detaliu ar permite sa  se tragă concluzia că culorile auriu-roșu și grafica specifică blazoanelor valahe, culminând în cele ale Basarabeștilor, sunt de fapt, la origine catalane, fiind adoptate inițial de valahii tesalieni de la seniorii lor hispanici, și trecând mai apoi în patrimoniul heraldic al celorlalte Valahii.

Steagul istoric al Cataloniei
Stema catalană cu coroana regiilor spanioli Bourboni, ea însăși un adaos recent

În altă ordine de idei unii istorici încearcă să stabilească o legătură între heradica militară a romanilor antici și cea medievală a provinciilor istorice românești latinofone. Astfel, emblema (simbolul, blazonul, totemul etc.) Legiunii a XIII-a Gemina, staționată în provincia romană Dacia, era leul, emblema (simbolul, blazonul, totemul etc.) Legiunii a V-a Macedonica, staționată în provincia romană Dacia, erau boul și acvila (în reprezentarea ei conturnată și cu zborul parțial închis, asemănător cu cea de pe stema Țării Românești).